# Mott Haven (Bronx)

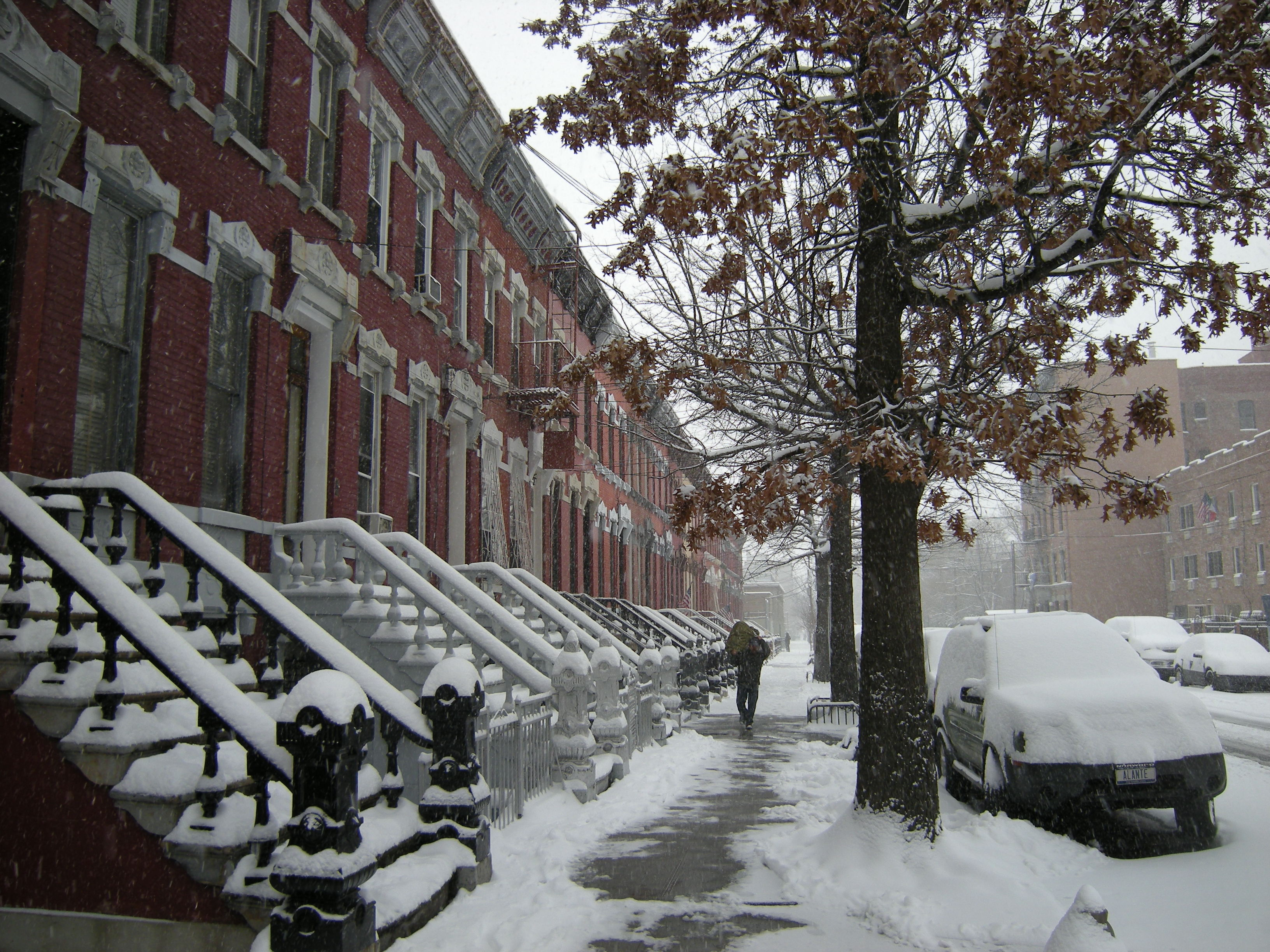
East 139th Street

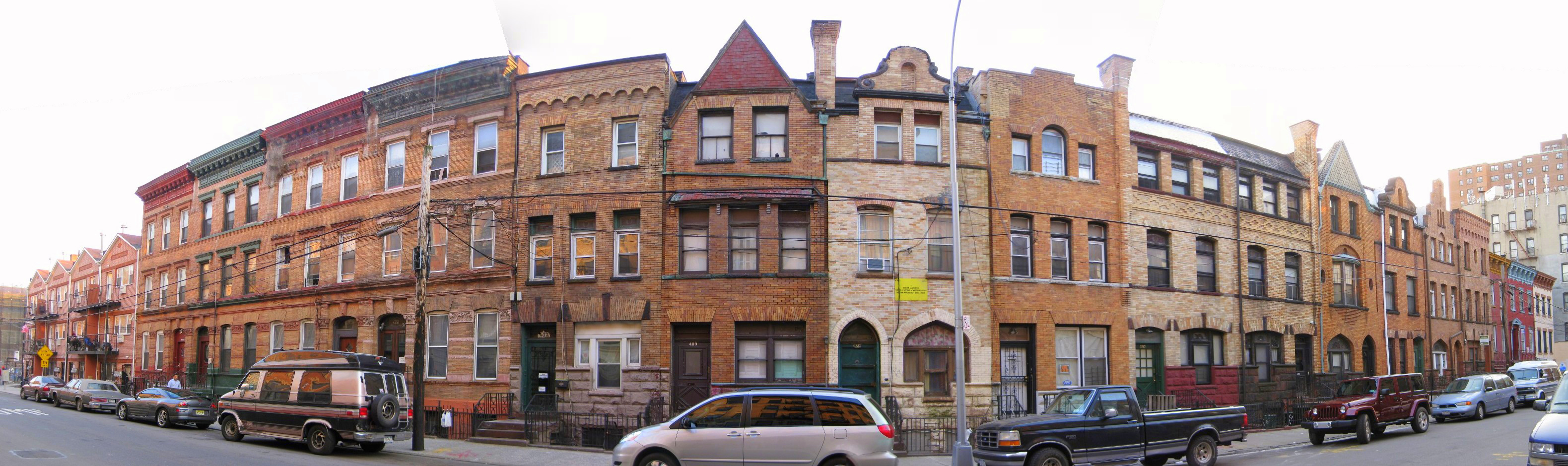
Bertine Block in der 136th Street

Mott Haven ist ein Stadtteil (Neighborhood) im Südwesten der Bronx in New York City im US-Bundesstaat New York. Der überwiegend aus Wohnbebauung bestehende Stadtteil hat eine Fläche von 3,06 km² und mit Stand 2010 eine Einwohnerzahl von 52.413. Mott Haven ist Teil des Bronx Community District 1 und gehört zum 40. Bezirk des New Yorker Polizeidepartements.

## Lage
Mott Haven ist ein Teil der South Bronx. Der Stadtteil wird begrenzt von der East 149th Street im Norden, dem Bruckner Expressway im Osten, vom Major Deegan Expressway im Süden und dem Harlem River im Westen, der Mott Haven von Manhattan trennt.

## Geschichte
1639 kaufte die Niederländische Westindien-Kompanie das Land des heutigen Mott Haven von den Wecquaesgeek (Lenape-Stämme). Jonas Bronck, nach dem die Bronx benannt ist, errichtete auf diesem Land seinen Hof und nannte ihn „Emmanus“. Das Anwesen befand sich nahe der heutigen Ecke Willis Avenue und 132nd Street. Der Friedensvertrag zwischen den niederländischen Behörden und den Wecquaesgeek-Häuptlingen Ranaqua und Tackamuck wurde in Broncks Haus unterzeichnet. Dieses Ereignis wird in einem Gemälde des amerikanischen Künstlers John Ward Dunsmore (1856–1945) dargestellt.
Mit der Errichtung von Eisenhütten ab 1849 entstanden auf dem Gebiet des heutigen Mott Haven mehrere Wohnviertel, darunter ab 1890 ein Viertel mit architektonisch aufwändigen Brownstone-Reihenhäusern für die gehobene Mittelklasse (Judges’ Row, East 134th Street). Anfang des 20. Jahrhunderts wurden wegen stark steigender Bevölkerungszahl viele Miets-Mehrfamilienhäuser gebaut. Zunächst war der Stadtteil von deutsch-, irisch- und italienischstämmigen Bewohnern geprägt. Ab 1940 zogen vermehrt Puerto Ricaner und Afroamerikaner nach Mott Haven, während viele weiße Einwohner in andere Stadtteile zogen. Mit der folgenden gestiegenen Armut wuchs auch die Kriminalität und in den 1960er und 1970er Jahren zerstörte eine Brandstiftungswelle viele der Wohn-, Gewerbe- und Industriebauten.
Ende des 20. Jahrhunderts wurden die Stadtteile Wilton und North New York nach Mott Haven eingegliedert. Seit 2000 finden zahlreiche Wohnhaussanierungen statt und es werden neue erschwingliche Mietshäuser und gehobene Apartmentkomplexe erbaut.

## Verkehr
Mott Haven wird insbesondere von der IRT Pelham Line, einem Teilabschnitt der New Yorker U-Bahn-Linie 6, bedient. Sie durchquert mit vier Stationen das Viertel entlang der 138th Street. Weitere U-Bahn-Verbindungen bieten die Linien 4 und 5 (IRT Jerome Avenue Line) im Westen sowie die Linie 2 (IRT White Plains Road Line) im Norden des Stadtteils. Des Weiteren verkehren im Stadtteil acht MTA Regional Bus Operations-Buslinien der MTA. Mott Haven ist auf der Straße von Manhattan über die Third Avenue Bridge, die Madison Avenue Bridge, die 145th Street Bridge, die Willis Avenue Bridge und von Queens über die Triborough Bridge erreichbar.

## Persönlichkeiten
Persönlichkeiten, die in Mott Haven geboren wurden, dort aufwuchsen und/oder ihren Lebensmittelpunkt haben oder hatten.
- Danny Aiello, Schauspieler
- Nate Archibald, Basketballspieler
- Iran Barkley, Boxer
- Bobby Darin, Musiker und Schauspieler
- Pedro Espada, Politiker
- Edward J. Flynn, Politiker
- Jeff Brown (Kase2), Graffitikünstler
- French Montana, Rapper
- Percee P, Rapper
- Johnny Pacheco, Musiker
- Prince Royce, Sänger und Songwriter
- José Serrano, Politiker
- Rod Strickland, Basketballspieler